# Bal du Rat Mort

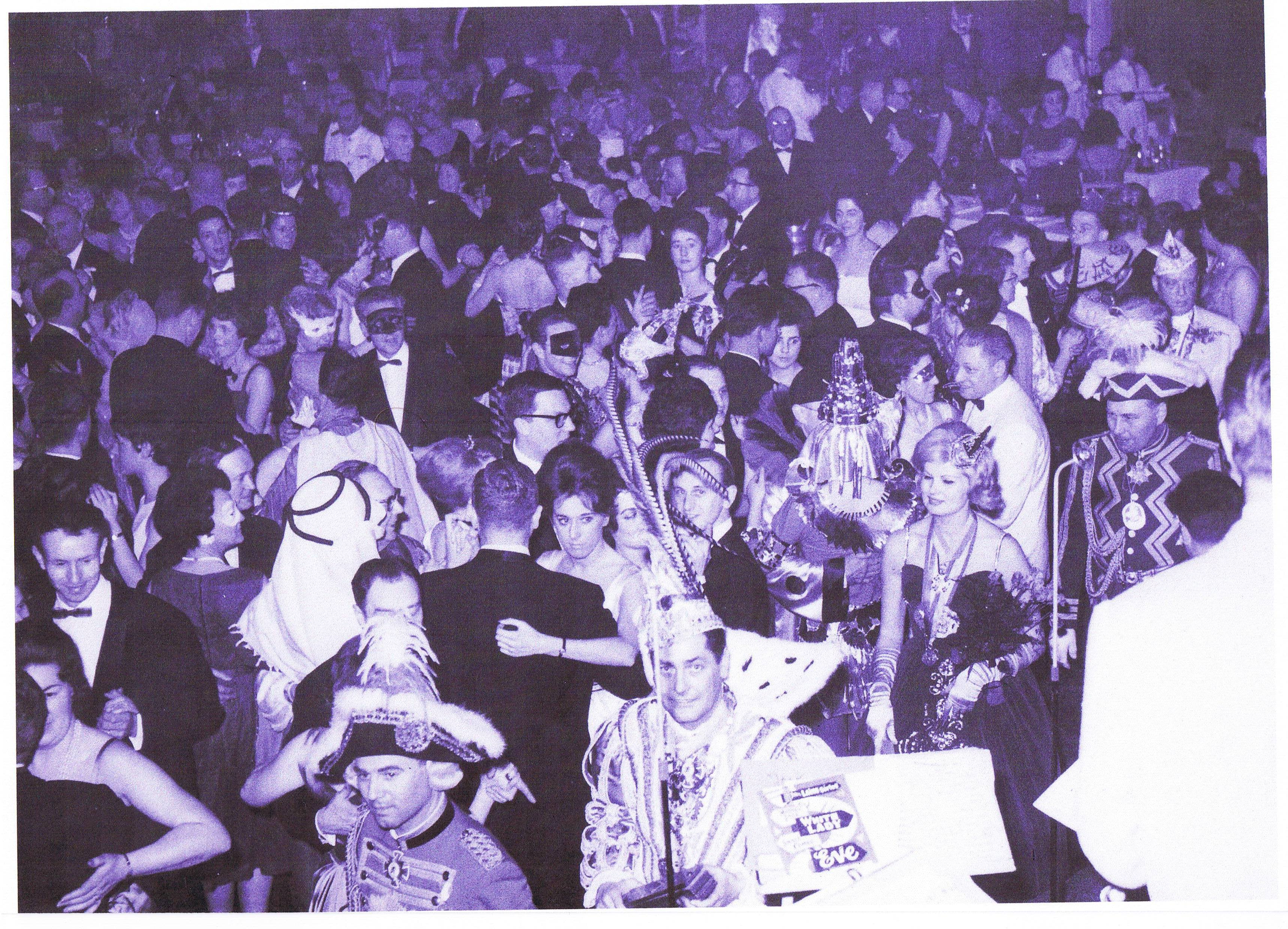
Het Bal du Rat Mort in het Kursaal van Oostende

Het Bal du Rat Mort of Bal Rat Mort was een gemaskerd galabal dat jaarlijks georganiseerd werd in Oostende. Het Bal du Rat Mort was bekend tot ver over de landsgrenzen en kende 122 edities tussen 1898 en 2022. Aan de wieg van het bal stond onder meer de bekende Oostendse kunstschilder James Ensor. De wortels van het bal liggen in de Koninklijke Cercle Cœcilia van Oostende.

## Ontstaan

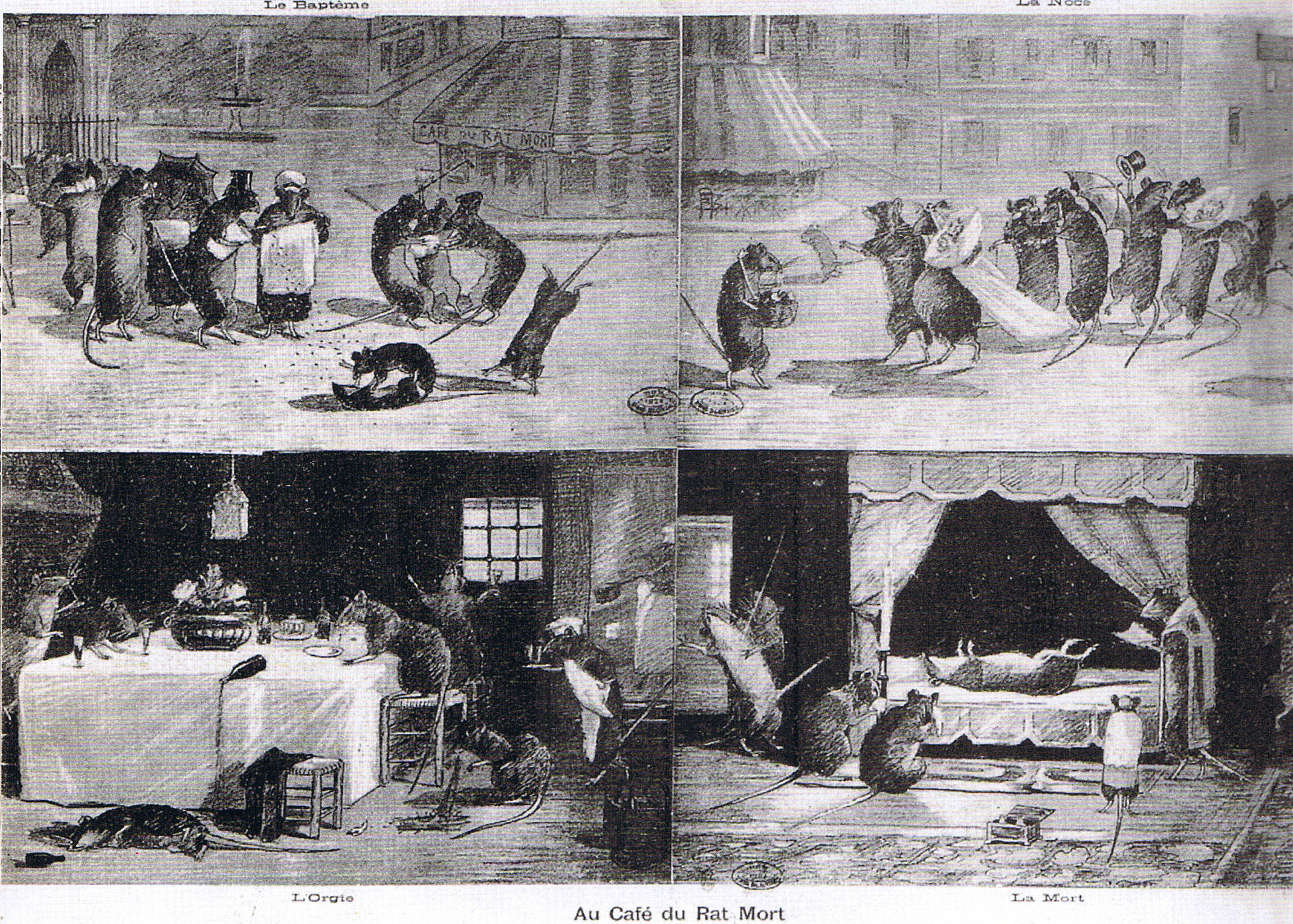
Schilderijen aan de muur in café Rat Mort in Parijs

### Een onvergetelijke nacht in Parijs
In 1896 werd door de Cercle Cœcilia een studiereis georganiseerd naar Parijs. Het gezelschap telde zestien mannen onder wie James Ensor. De groep besloot eens flink de bloemetjes buiten te zetten in het de Parijse wijk Montmartre. Ze genoten die avond van de bekende Parijse cabarets Moulin Rouge, Le Ciel en L'Enfer. Laat in de nacht kwamen ze uiteindelijk terecht in cabaret Rat Mort waar ze samen met de huispianist en enkele danseressen hun onvergetelijke nacht afsloten.

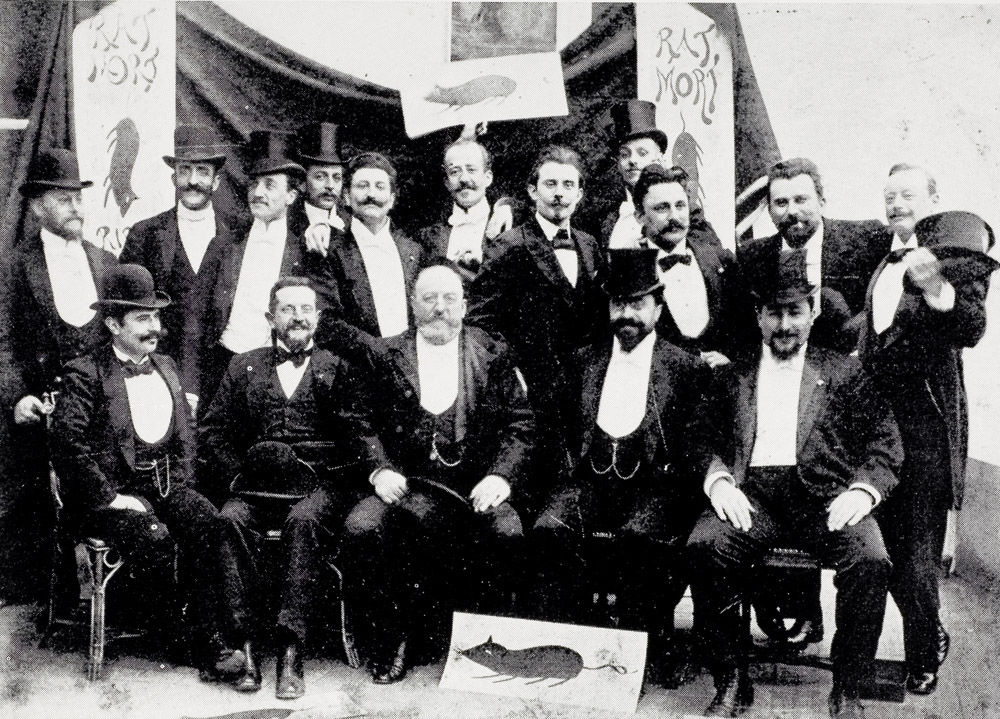
De stichters van de Compagnie du Rat Mort, alleen Ensor ontbreekt.

De aanwezige personen die avond waren:

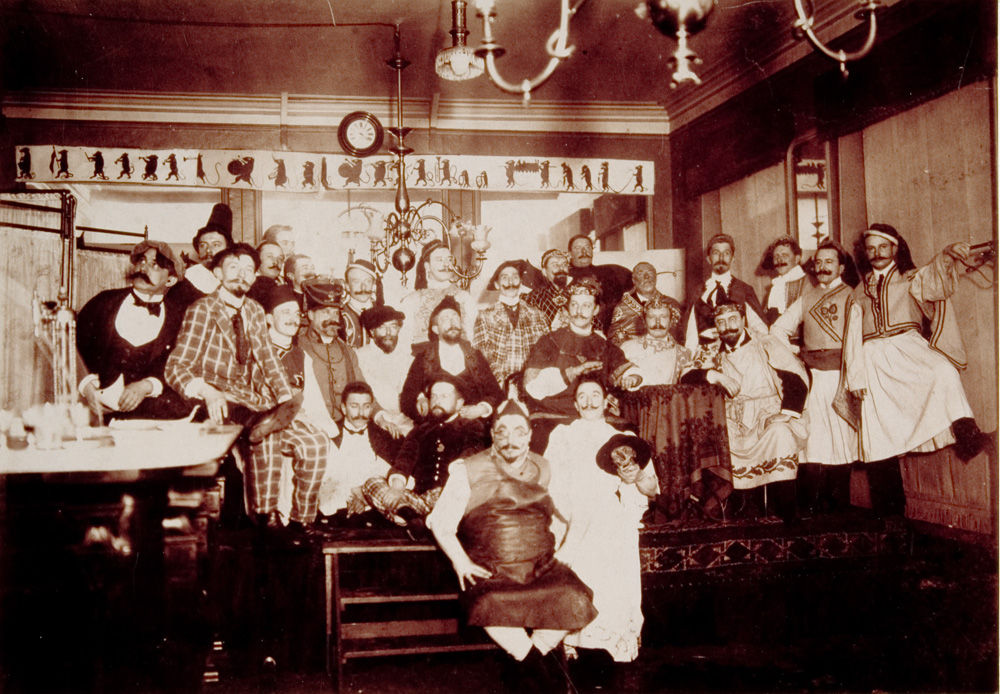
Samenkomst van de Compagnie Rat Mort

- Edgard Quinet
- dr. Firmin Pleyn
- Gustave Cnudde
- Léon Rinskopf
- Arthur Cambier
- Fré Deridder
- Albert Ditte
- Daniel Vancraeynest
- Emile Bulcke
- Georges Bulcke
- Emile Mathieu
- Victor Mertian
- dr. Henri Seeuwen
- Léon Brouwet
- Auguste Pede
- Georges Daveluy
- A. Monteville
- James Ensor

### De Compagnie du Rat Mort
Toen de groep in Oostende terug was, vertelden ze honderduit over hun wilde avonturen in Parijs. Van daaruit ontstond het idee om in Oostende gekke gemaskerde bals en zonderlinge concerten te organiseren met een Compagnie du rat mort, die bestond uit de feestvierders van Parijs en enkele andere enthousiastelingen. In 1898 vond onder leiding van de Compagnie du rat mort het eerst Bal du rat mort in het Kursaal van Oostende.

## Koninklijke Cercle Cœcilia[2]
Het Bal du rat mort is ontstaan uit de Koninklijke vereniging Cercle Cœcilia. De vereniging is ontstaan in 1861 met als belangrijkste doelstellingen kunst, vermaak en liefdadigheid. Vanaf 1870 organiseerde de vereniging jaarlijks een gemaskerd carnavalbal op Vastenavond. Vanaf 1898 werd door toedoen van de Compagnie du Rat Mort het carnavalbal vervangen door het Bal du rat mort. Tot 2011 organiseerde de vereniging het Bal du rat mort, later werd de organisatie van het bal overgedragen aan Kursaal Oostende.

## Edities
Zoals reeds vermeld vonden er in totaal 122 edities van het Bal du Rat Mort plaats. Vanaf 1926 stond elk jaar het Bal du rat mort in het teken van een bepaald thema.
Een overzicht van enkele bijzondere edities:

### 1898
Het eerste Bal du Rat Mort vond plaats op 21 februari 1898 in het Kursaal van Oostende. De eerste jaren van het bal werd er geen vaste toegangsprijs gevraagd maar een gift, afhankelijk van ieders vermogen, bedoeld voor de sociale werking van de Koninklijke Cercle Cœcilia. Dit bleef de norm tot het bal in 1914.

### Eerste Wereldoorlog
In 1914 kon men nog net het Bal du Rat Mort organiseren, maar als gevolg van het uitbreken van de Eerste Wereldoorlog werden de bals van 1915 tot en met 1919 niet georganiseerd.

### 1940
In 1940 was het Bal du Rat Mort een bal in mineur vanwege bezuinigingen. De opkomende wereldoorlog zorgde voor heel wat onzekerheid bij de bevolking en er was geen reden tot echt feestvieren. Het volgende bal vond pas plaats na de oorlog in 1947 met als thema: 'De Verenigde Naties'.

### 1960
Op het bal in 1960 werd de honderdste verjaardag van Ensors geboorte herdacht. Het bal was een eerbetoon aan medeoprichter James Ensor, dit bleek uit het Ensor typerende thema: het masker door de eeuwen heen.

### 1998
Het Bal du Rat Mort bestond 100 jaar in het jaar 1998. Dit werd gevierd met een jubileumboek en een eeuwfeest met als thema 'Carnaval in Europa'.

### 2020
Op 7 maart 2020 vond de allerlaatste editie van Bal du Rat Mort in Oostende plaats. Het thema was Ensor-Bal Masqué geïnspireerd door de medestichter van Bal du rat mort, James Ensor.

### Einde
De edities van 2021 en 2022 werden wegens de coronapandemie afgelast. Eind 2022 werd beslist om definitief de stekker uit Bal du Rat Mort te trekken omdat er voor de pandemie al enkele jaren minder en minder volk afkwam. De laatste edities waren georganiseerd door de dienst Toerisme van Oostende in plaats van Cercle Cecilia.

## Trivia

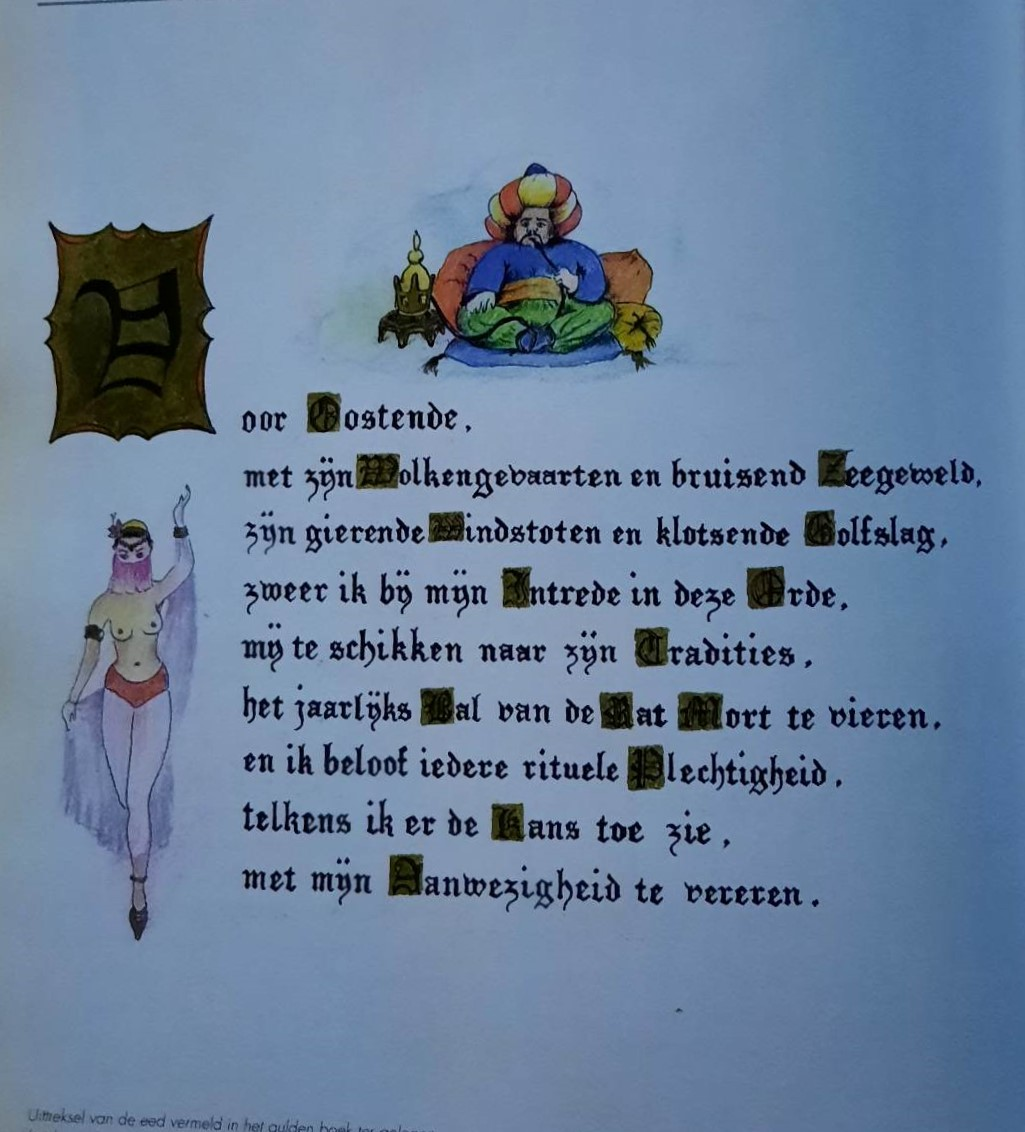
Eed tot ridderschap Rat Mort

- De invloed van kunstschilder James Ensor op het Bal du Rat Mort is enorm. Niet alleen was hij medestichter van de bals, ook later bleek zijn invloed van belang. Verschillende edities van het bal waren een eerbetoon aan Ensor (1960, 1999, 2020).
- Er werd een Ridderschap opgericht rond Confrerie van het Bal du Rat Mort. Het ridderschap was voorbestemd voor Belgische en buitenlandse personen die zich verdienstelijk hadden gemaakt in het domein van het toerisme, folklore, gastronomie, schone kunsten …, meer bepaald om de uitstraling van Oostende en meer specifiek het bal du Rat Mort te bevorderen. Het ridderschap blijft beperkt tot 133 ridders.
- Het Bal du Rat Mort: een vreemd verhaal[4] is een stripverhaal getekend door Jean-François Charles en geschreven door Jan Bucquoy. Het verhaal is geïnspireerd door het jaarlijkse Bal du Rat Mort en speelt zich af in Oostende.

## Galerij

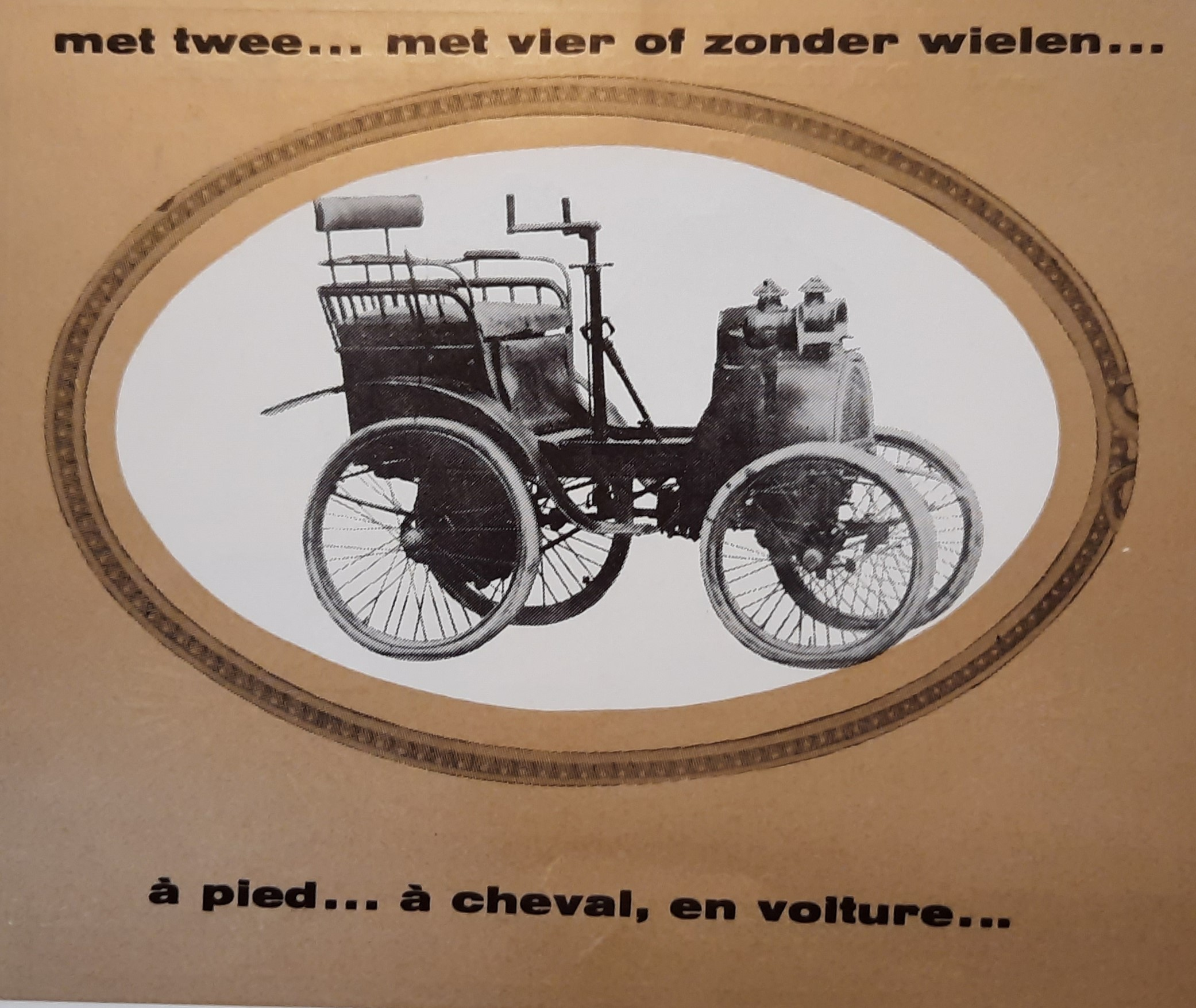
Voorkant van een pamflet van het Bal du Rat Mort
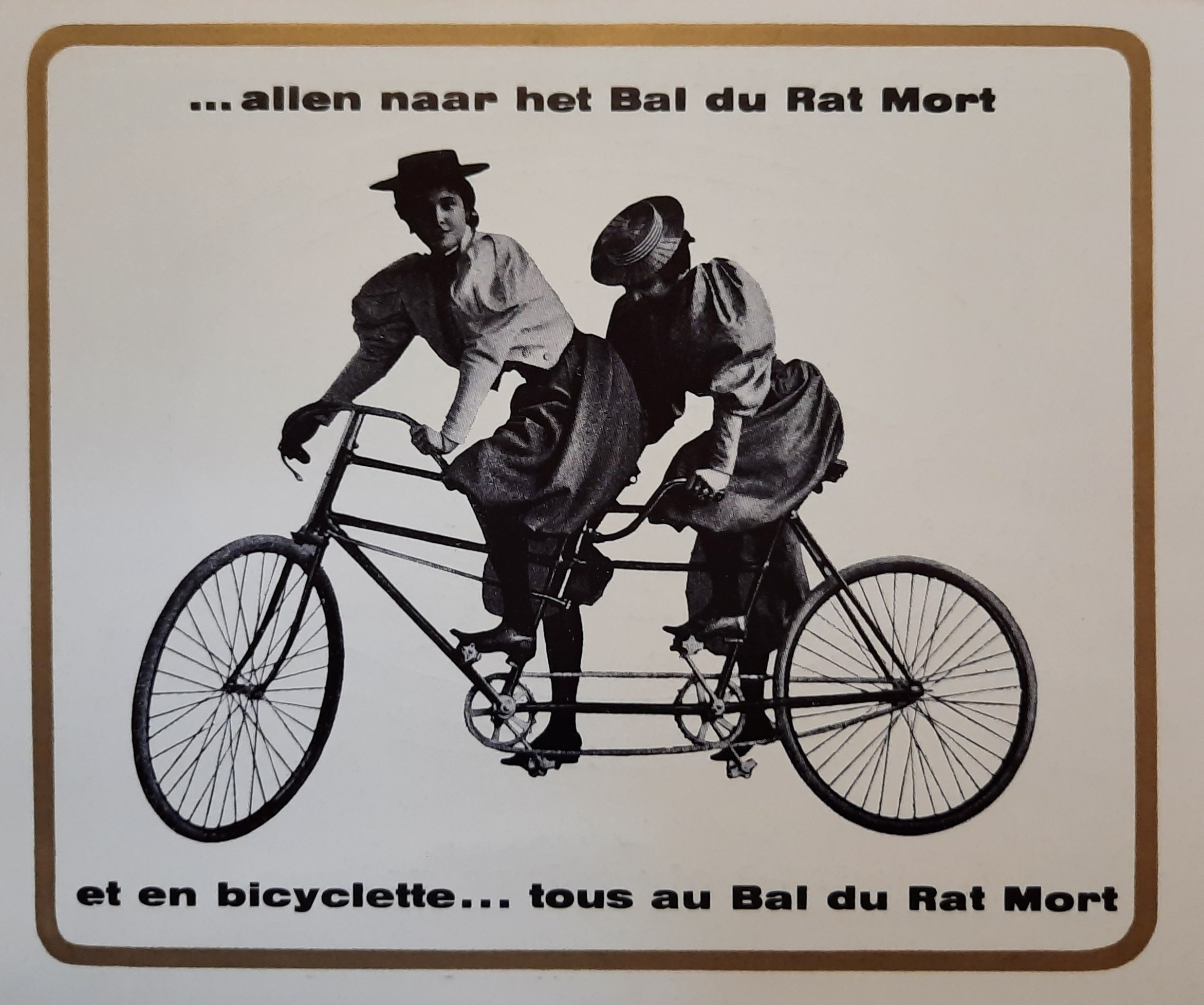
Achterkant van een pamflet van het Bal du Rat Mort
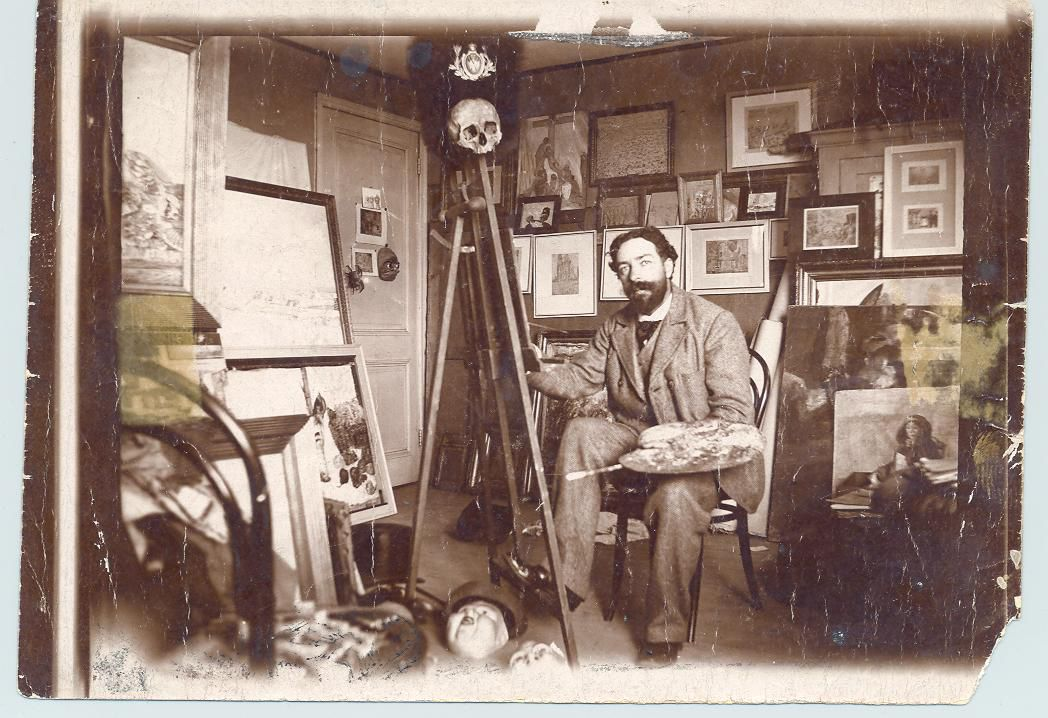
James Ensor in zijn atelier
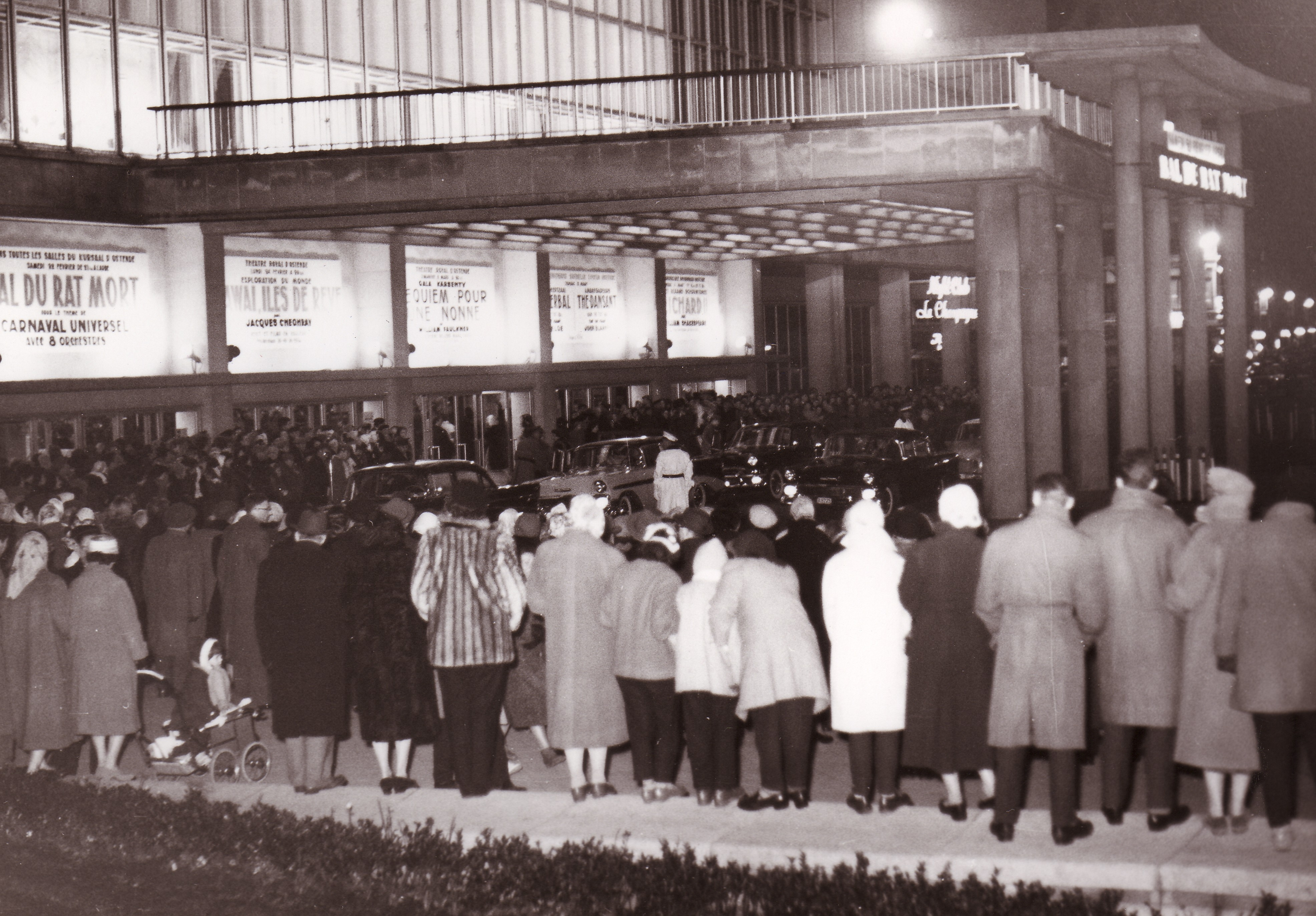
Bal du Rat Mort in het kursaal van Oostende
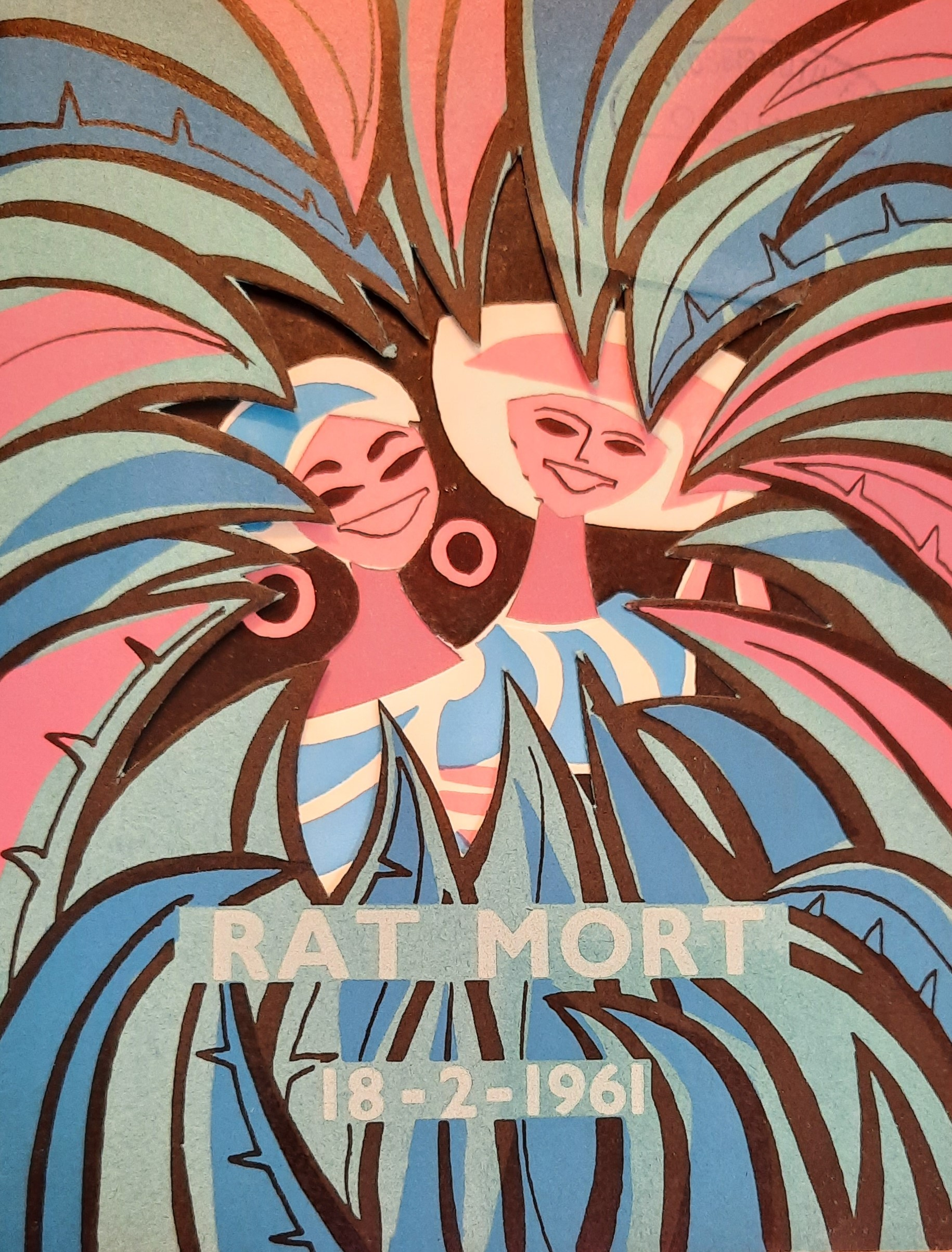
Flyer van het Bal du Rat Mort uit 1961
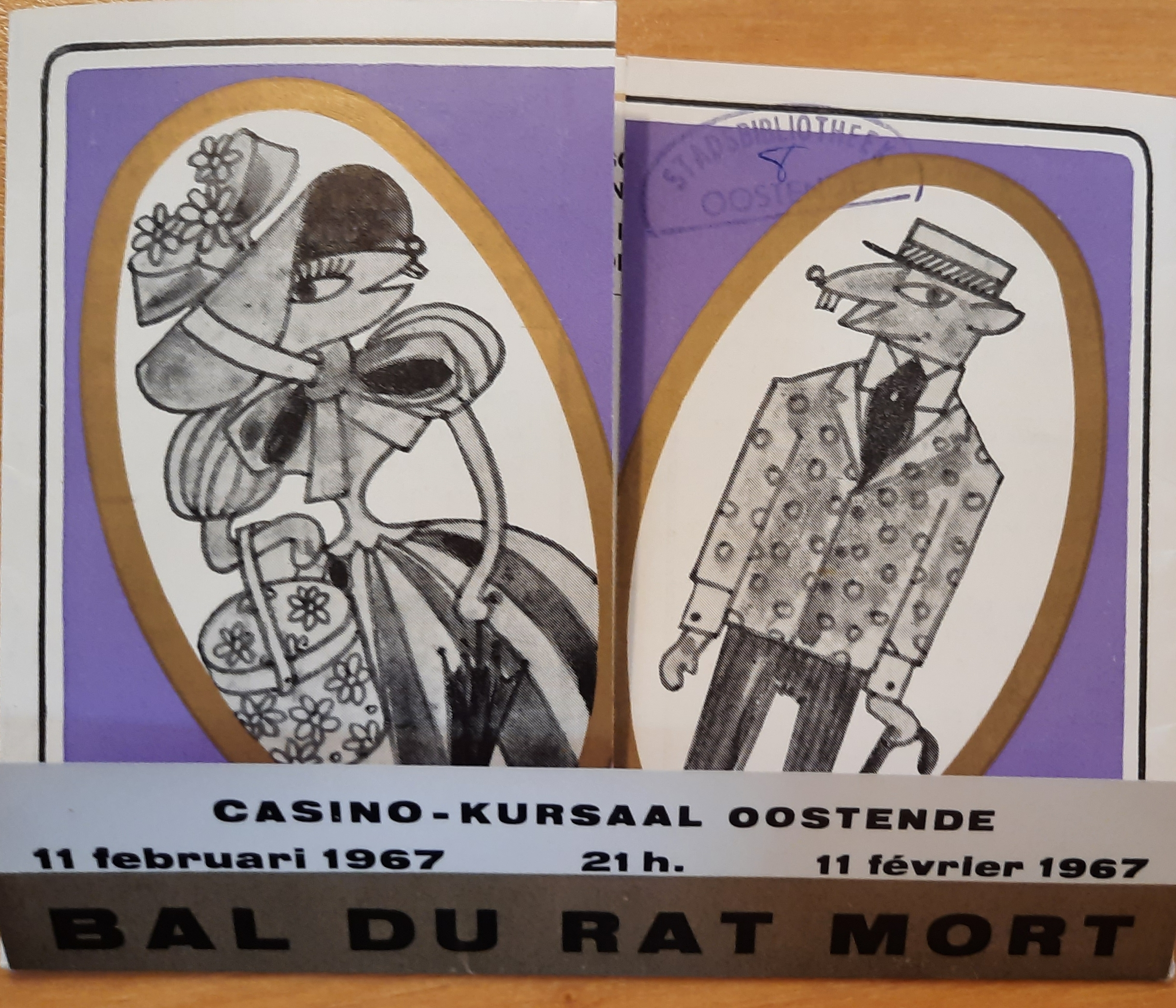
Flyer van het Bal du Rat Mort uit 1967
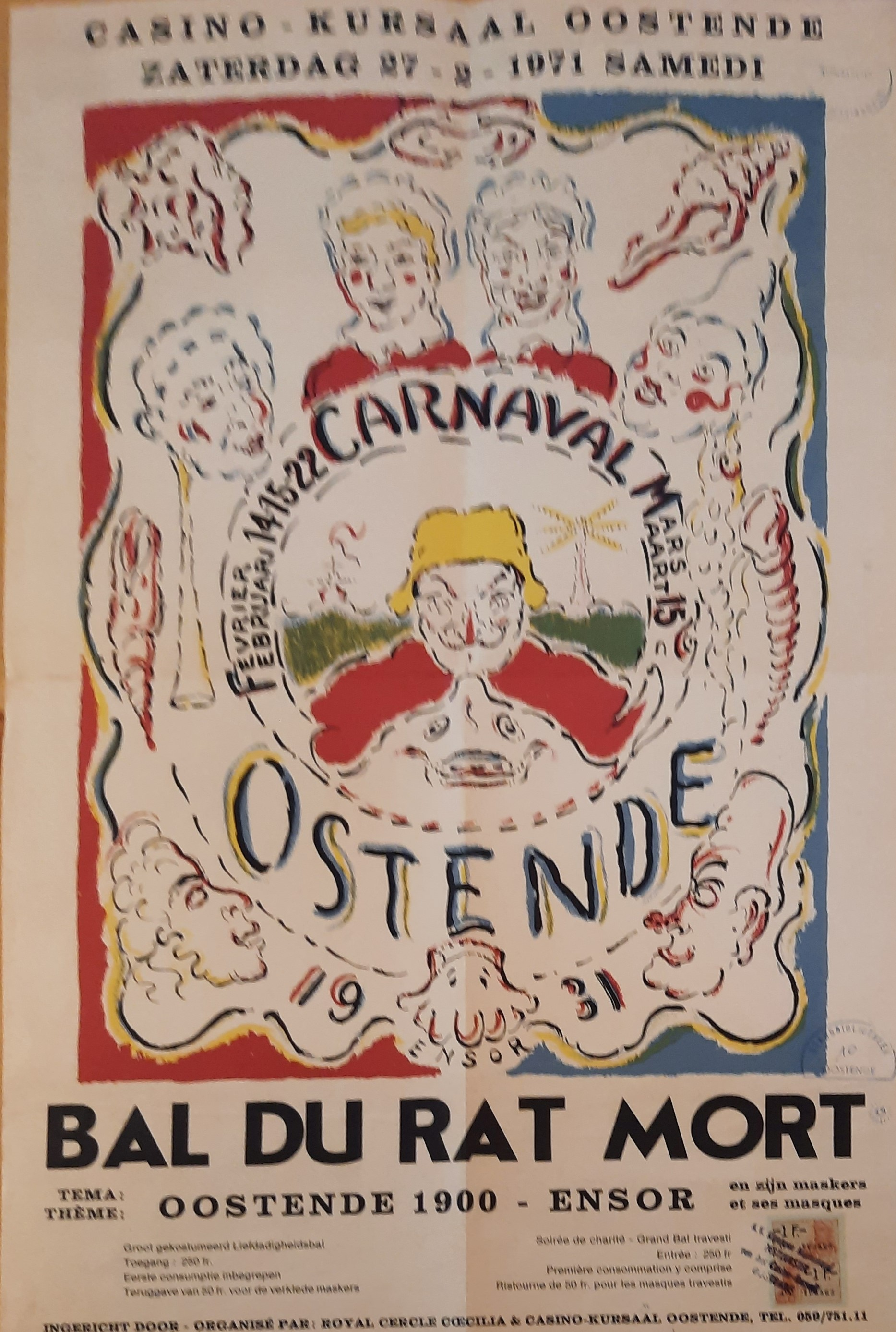
Affiche van het Bal du Rat Mort in 1971
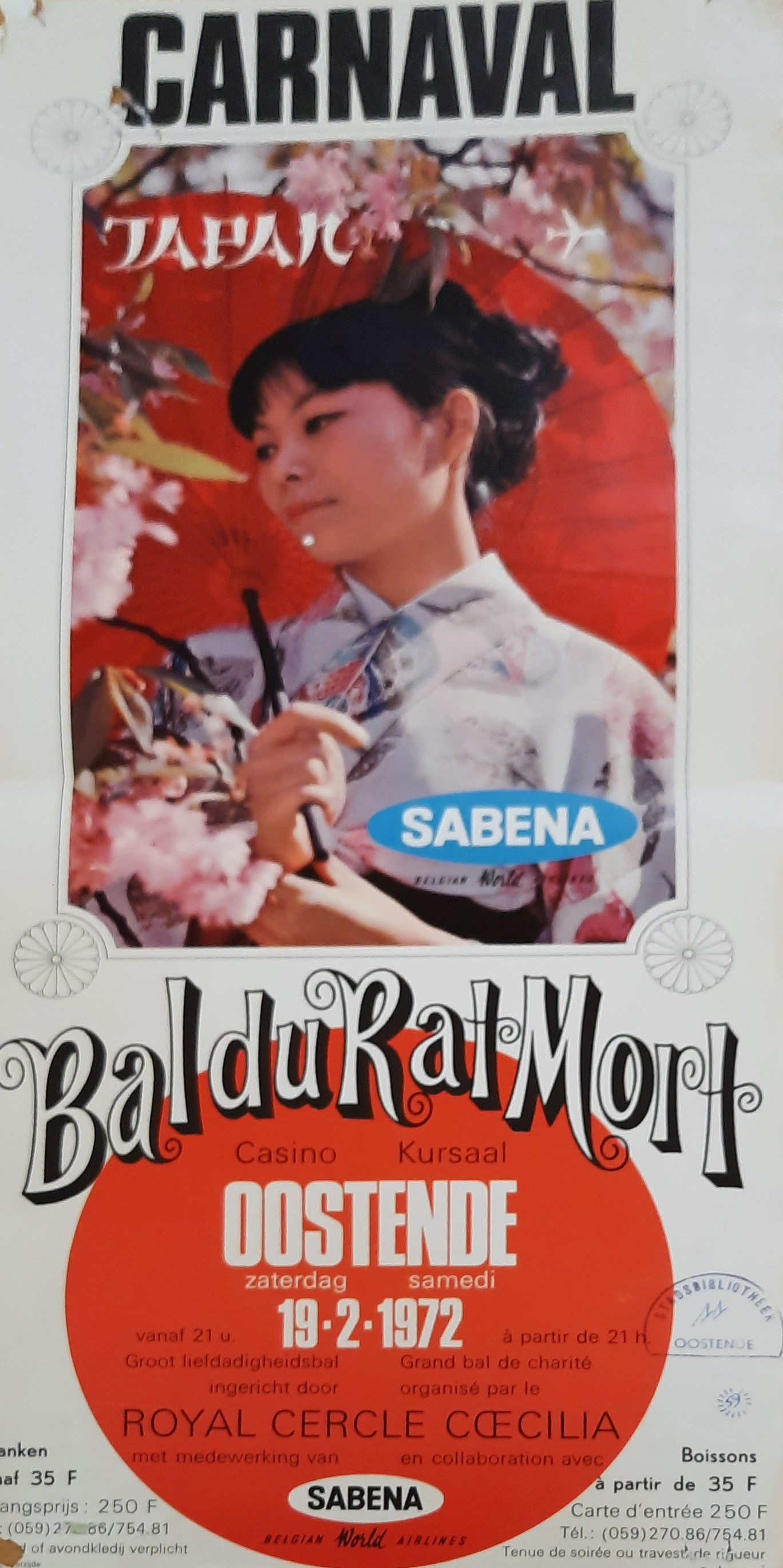
Flyer van het Bal du Rat Mort uit 1972 met als thema carnaval in Japan
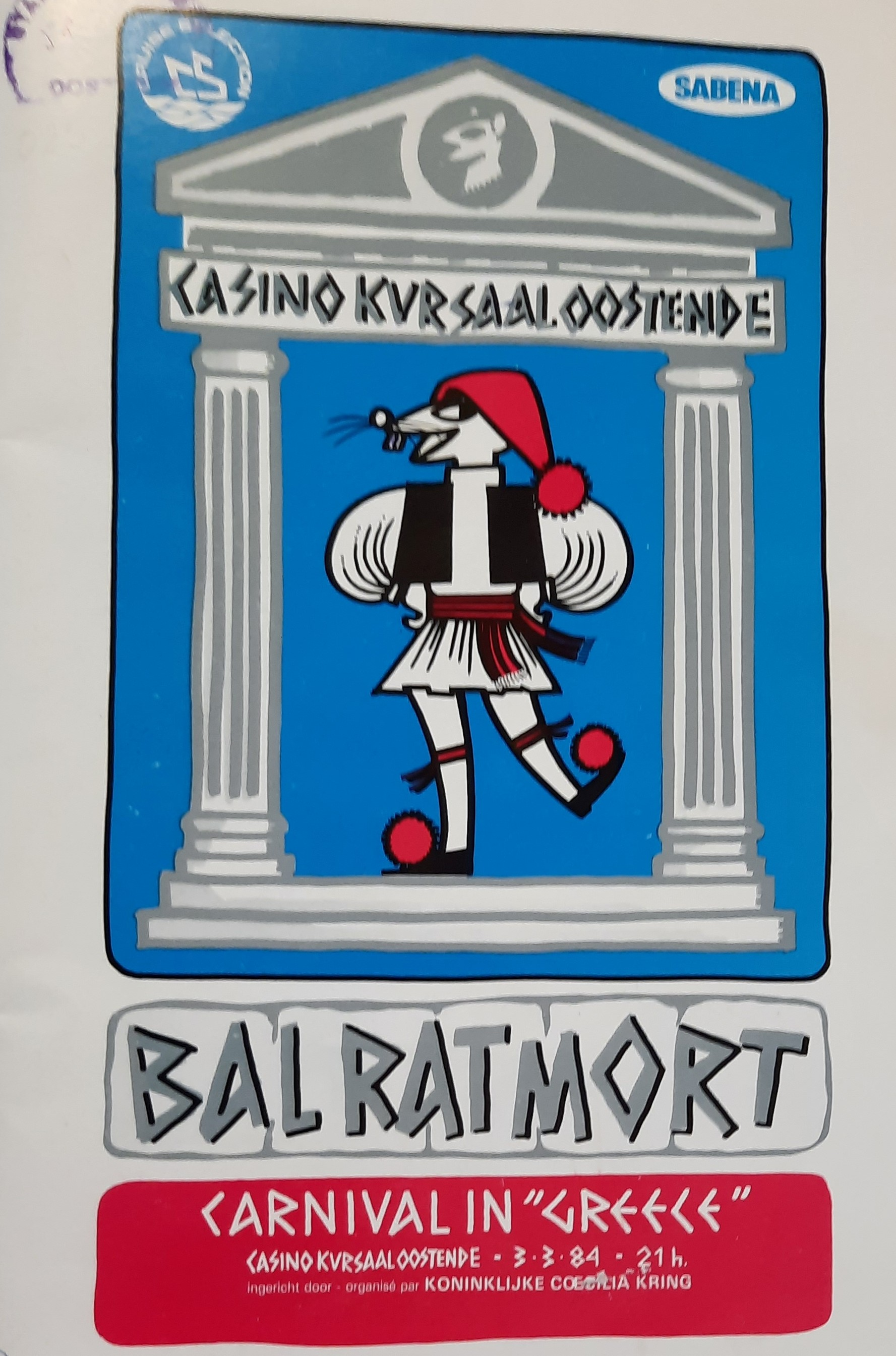
Flyer van het Bal du Rat Mort uit 1984 met als thema carnaval in Greece
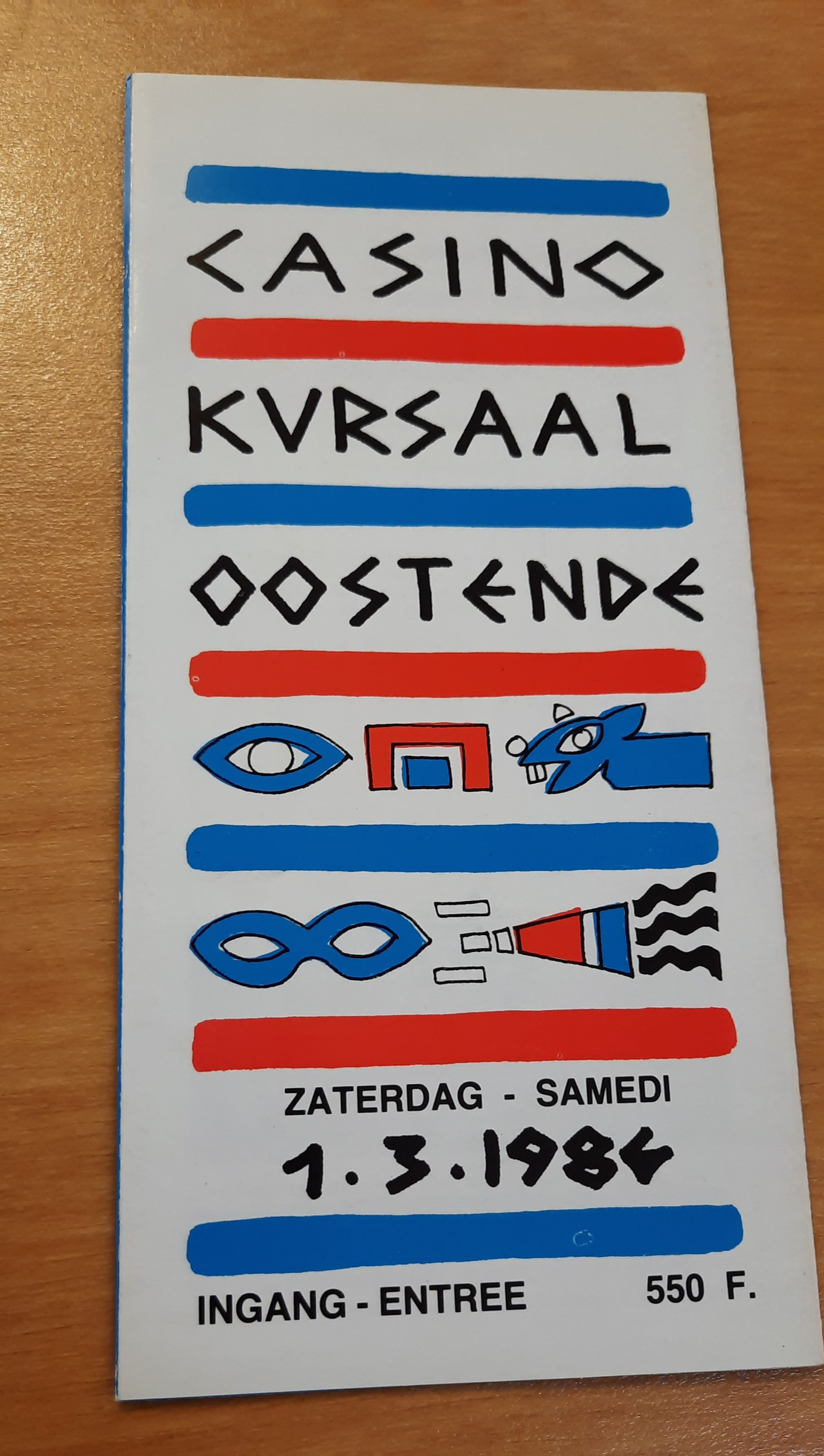
Flyer van het Bal du Rat Mort uit 1986
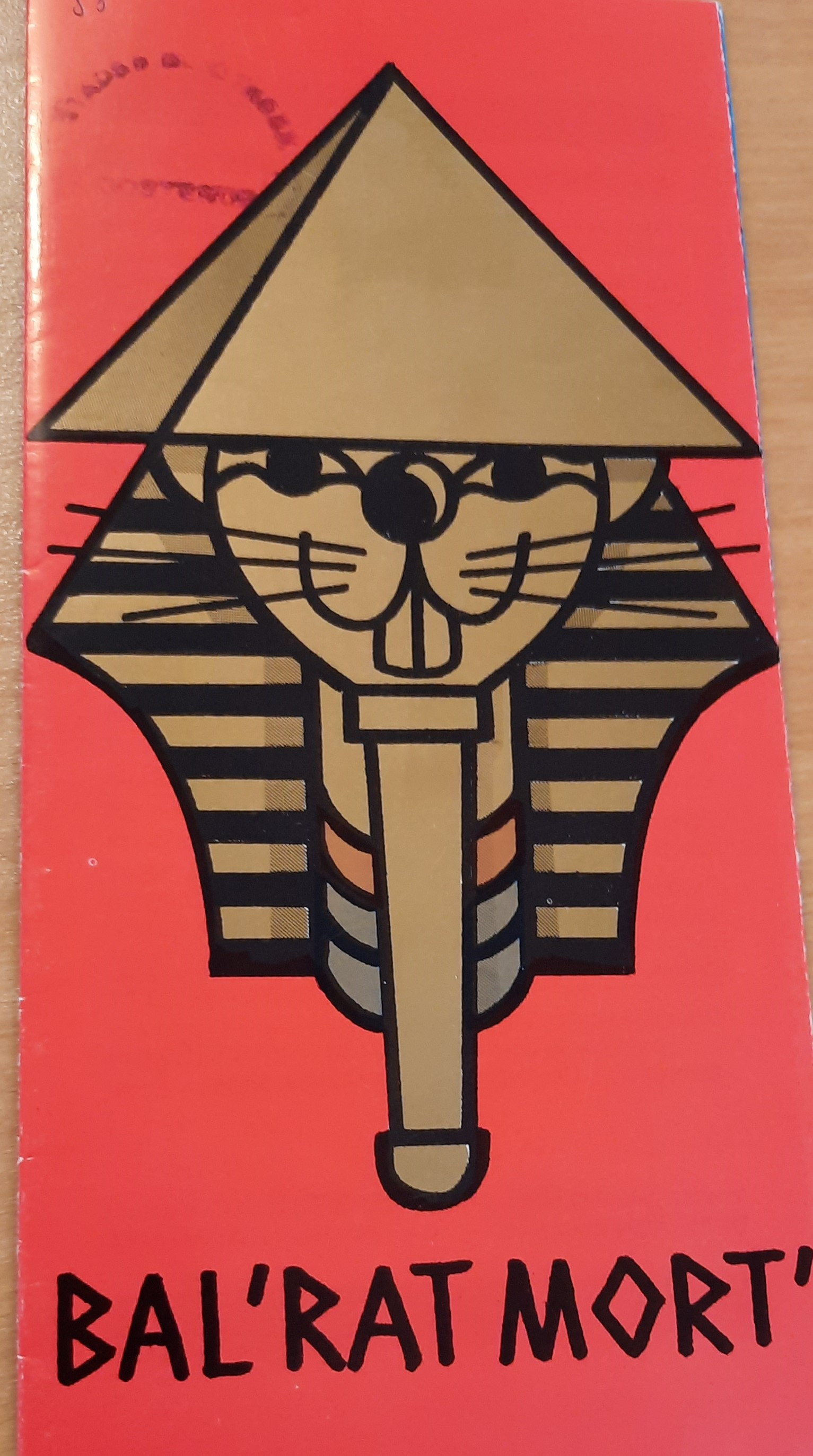
Flyer van het Bal du Rat Mort
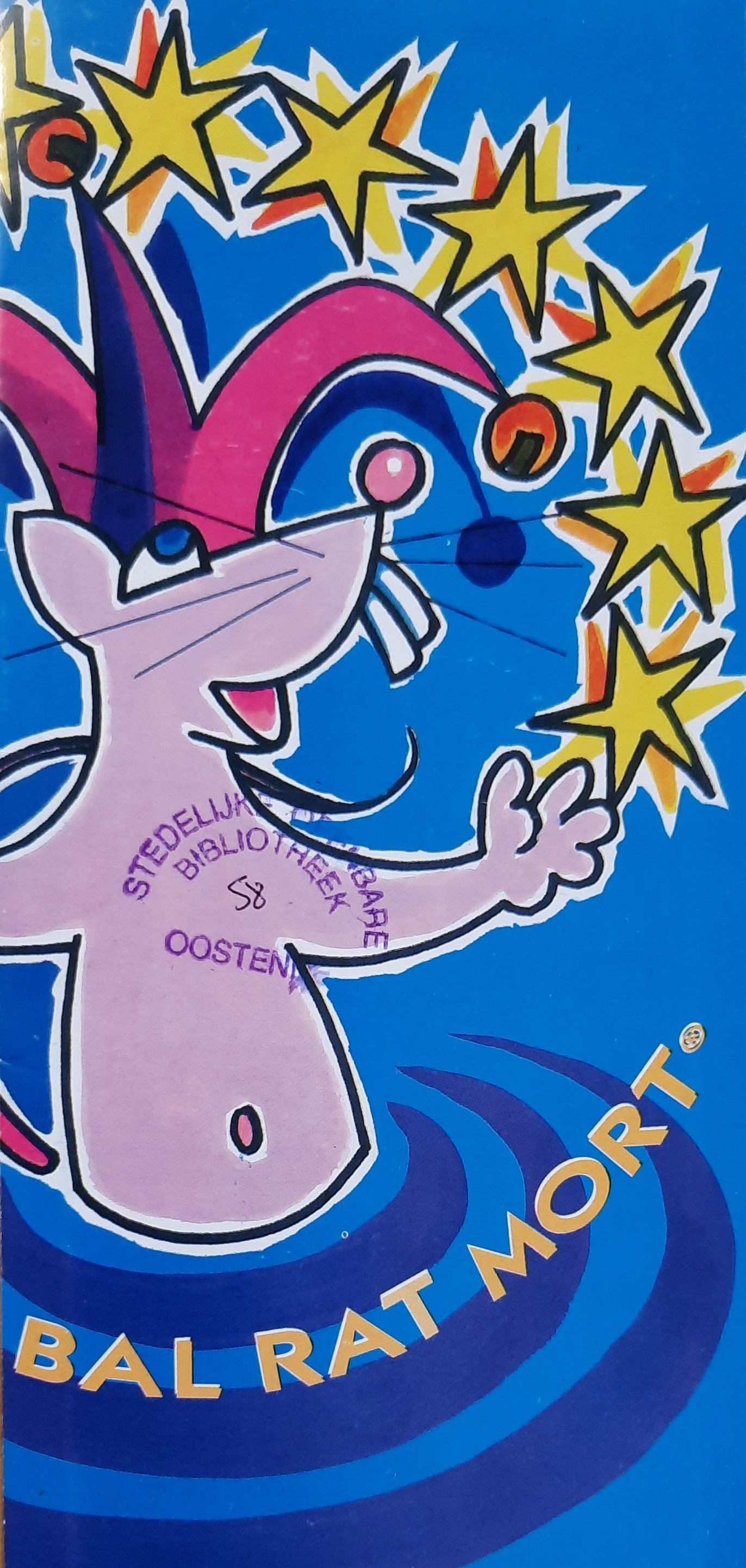
Flyer van het Bal du Rat Mort uit 1998 met als thema carnaval in Europa